# Индия на летних Олимпийских играх 1960
Индия принимала участие в Летних Олимпийских играх 1960 года в Риме (Италия) в десятый раз за свою историю, и завоевала одну медаль — серебро в хоккее на траве.

## Серебро
- Хоккей на траве, мужчины